# К Аврелию
«К Аврелию» (лат. Ad Avrelium) — условное название двух стихотворений римского поэта Гая Валерия Катулла, включённых в состав посмертного сборника («Книги Катулла Веронского») под номерами 15 и 21. Автор в них обращается к своему другу.
В стихотворении № 15 Катулл просит Аврелия «соблюсти невинность» мальчика, своего возлюбленного по имени Ювенций. Из стихотворения № 21 становится ясно, что его просьба не была услышана: Аврелий всё же «вздумал обладать» мальчиком. Катулл пытается пристыдить друга, угрожает, что «обмарает» его, называет «всех голодов отцом». Это выражение может быть реминисценцией из комедии Плавта «Стих».